# The S.O.S. Band
The S.O.S. Band, soms ook geschreven als SOS Band, is een Amerikaanse r&b en electro-funk muziekgroep die midden jaren 80 bekend werd met hits als "Take Your Time (Do It Right)", "Just Be Good to Me", "Tell Me If You Still Care" "Borrowed Love" en "The Finest".

## Geschiedenis
De band werd opgericht in Atlanta, Georgia in 1977. De oorspronkelijke groepsleden waren Willie Killebrew (saxofoon), Billy Ellis (fluit), Jason Bryant (keyboards), Bruno Speight (gitaar), John Simpson (basgitaar), James Earl Jones III (drums) en Mary Davis (zang, keyboards).
De band heette oorspronkelijk Santa Monica, maar veranderde later van naam naar The S.O.S. Band, een acroniem voor Sounds of Success. Nadat de oprichter van Tabu Records hun demo hoorde, kregen ze een contract in 1979.
In 1980 bracht de groep hun eerste single uit, genaamd "Take your time (do it right)", dat twee miljoen keer werd verkocht en zo platina ontving. Het debuutalbum, S.O.S., kreeg goud en verkocht meer dan 800.000 keer.
In 1983 begon de band hun samenwerking met producer-duo Jimmy Jam & Terry Lewis, waarmee een aantal grote hits werden geproduceerd zoals "Just be good to me", "High hopes", "Tell me if you still care", "Borrowed love", "No one's gonna love you", "Just the way you like it", en "The finest".
Zangeres Mary Davis verliet de groep in 1987 voor een solocarrière en werd vervangen door Chandra Currelley. In 1989 kwam het album Diamonds in the raw uit met Currelley als nieuwe zangeres. In 1991 kwam het album One of many nights uit met de toen nog onbekende rapper Kurupt.
In 2013 werd de gehele S.O.S. Band-catalogus van Tabu Records opnieuw uitgebracht toen Tabu hun handelsmerk aan het Britse platenlabel Demon Music Group onder licentie gaf.

## Discografie

### Albums
| Album met eventuele hitnotering(en) in de Nederlandse Album Top 100 | Datum van verschijnen | Datum van binnenkomst | Hoogste positie | Aantal weken | Opmerkingen   |
| ------------------------------------------------------------------- | --------------------- | --------------------- | --------------- | ------------ | ------------- |
| On the Rise                                                         | 1984                  | 25-02-1984            | 30              | 4            |               |
| Just the Way You Like It                                            | 1984                  | 08-09-1984            | 33              | 5            |               |
| Sands of Time                                                       | 1986                  | 10-05-1986            | 38              | 13           |               |
| The Very Best Of 1980-1990: A Decade Of Dance Hits                  | 1990                  | 04-08-1990            | 26              | 12           | Verzamelalbum |

### Singles
| Single met eventuele hitnotering(en) in de Nederlandse Top 40 | Datum van verschijnen | Datum van binnenkomst | Hoogste positie | Aantal weken | Opmerkingen |
| ------------------------------------------------------------- | --------------------- | --------------------- | --------------- | ------------ | ----------- |
| Take Your Time (Do It Right)                                  | 1980                  | 19-07-1980            | tip7            | 7            |             |
| Just Be Good To Me                                            | 1983                  | 26-11-1983            | 16              | 5            |             |
| Tell Me If You Still Care                                     | 1984                  | 04-02-1984            | tip9            | 5            |             |
| Just The Way You Like It (Long Edit)                          | 1984                  | 08-09-1984            | tip4            | 6            |             |
| The Finest                                                    | 1986                  | 24-05-1986            | 26              | 4            |             |
| Borrowed Love                                                 | 1986                  | 16-08-1986            | 14              | 7            | Alarmschijf |
| I'm Still Missing Your Love                                   | 1989                  | 11-11-1989            | 26              | 4            |             |

| Single met hitnotering(en) in de Vlaamse Ultratop 50 | Datum van verschijnen | Datum van binnenkomst | Hoogste positie | Aantal weken | Opmerkingen |
| ---------------------------------------------------- | --------------------- | --------------------- | --------------- | ------------ | ----------- |
| Take Your Time (Do It Right)                         | 1980                  | 13-09-1980            | 29              | 1            |             |
| Just Be Good To Me                                   | 1983                  | 10-12-1983            | 29              | 3            |             |
| Borrowed Love                                        | 1986                  | 30-08-1986            | 28              | 4            |             |